# 捷米尔·萨里耶夫
捷米尔·阿尔根巴耶维奇·萨里耶夫（發音：[temir sɑˈrijev]；1963年6月—），是一名吉尔吉斯斯坦政治人物，生于吉尔吉斯斯坦楚河州，毕业于吉尔吉斯斯坦国立大学经济学专业。曾任议员、财政部长、经济和反垄断政策部部长和副总理等职，2015年5月1日担任吉尔吉斯斯坦总理。他是2009年吉尔吉斯斯坦总统选举候选人之一，得到了157,005张（6.74%）选票。